# Southfield Town Center
El Southfield Town Center es un grupo de cinco rascacielos interconectados que forman una 204 400 m² complejo de oficinas en Southfield, un suburbio de Detroit (Estados Unidos). Incluye el Westin Southfield Detroit Hotel, restaurantes, un gimnasio y un importante centro de conferencias para hasta 1000 asistentes. Este complejo de oficinas y hoteles está situado a lo largo de Town Center Drive, saliendo de la M-10 (Lodge Freeway), frente a la Universidad Tecnológica Lawrence en Metro Detroit, y muchos de sus edificios más altos llevan el nombre de sus direcciones a lo largo de la carretera. Por separado, hay un rascacielos residencial de lujo de 33 pisos en 5000 Town Center. El American Center, otra torre de oficinas de 26 pisos cerca de la confluencia de la Interestatal 696 (I-696) y la M-10, no es parte del complejo.
El Town Center está enfrente del Civic Center, y está ubicado entre West 10 Mile Road e I-696, M-10 y Evergreen Road, además de estar cerca del Mixing Bowl.
Un atrio con jardín cerrado de dos pisos conecta el hotel con las torres del Southfield Town Center. El área del atrio también contiene 8733 m² de espacio comercial.

## Historia
Los planificadores adaptaron la ubicación del Town Center para evitar áreas protegidas de humedales.
Esto retrasó la construcción, pero liberó el terreno para construir la primera fase, que luego se llamó Prudential Town Center (Prudential Life Insurance Company jugó un papel importante) con el primer rascacielos, 3000 Town Center completado en 1975. Una rampa de la autopista de seis carriles cercana permaneció a medio terminar durante aproximadamente 10 años con el fin de modificar la ruta para acomodar el enorme proyecto Town Center. Se construyeron torres adicionales en 1979, 1983, 1986, 1987 y 1989.

## Ubicación
Southfield Town Center está ubicado en diagonal a través de Evergreen Road y Civic Center Drive del complejo que alberga el Ayuntamiento de Southfield, las oficinas gubernamentales y el juzgado, la Biblioteca Pública de Southfield contemporánea. La Universidad Tecnológica de Lawrence está directamente al otro lado de la M-10 (Lodge Freeway) desde el centro.
Una variedad de edificios de oficinas contemporáneos de gran altura rodean el área inmediata. Múltiples autopistas de conexión en las cercanías facilitan su acceso central a la región metropolitana. Los rascacielos residenciales y las variedades de viviendas de densidad media se encuentran a poca distancia. El área circundante de Southfield contiene casas unifamiliares, muchas de ellas con arquitectura estilo rancho de ladrillos.

## Arquitectura
El complejo es un grupo interconectado de rascacielos con un exterior de vidrio dorado ornamental, cada uno con una configuración geométrica diferente que forma un estilo arquitectónico moderno con influencias posmodernas. Los modernos edificios labrados contienen elementos distintivos de la arquitectura high-tech. 
En el interior, el hotel Westin se abre a un gran atrio con jardín cerrado que conecta los edificios del Town Center y está disponible para cáterin y grandes eventos. Una vista aérea del rascacielos residencial separado 5000 Town Center se asemeja a un par de pianos de cola reflejados. 
El complejo cuenta con un espacio de estacionamiento en garajes contiguos.

### Detalles técnicos
| Nombre           | Imagen | Altura | Pisos | Año  | Notas |
| ---------------- | ------ | ------ | ----- | ---- | --- |
| 3000 Town Center |        | 122 m  | 32    | 1975 | El 3000 Town Center es el segundo edificio más alto del estado de Míchigan fuera de Detroit. Los arquitectos Neuhaus & Taylor, 3D International diseñaron la torre utilizando el estilo arquitectónico moderno. El diseño exhibe fuertes tirantes cruzados sobre su vidrio dorado y acero. Fue la primera fase del Town Center. |
| 1000 Town Center |        | 120 m  | 28    | 1989 | El 1000 Town Center fue diseñado con un estilo arquitectónico moderno utilizando vidrio dorado. Sikes Jennings Kelly & Brewer fueron los arquitectos. La torre fue la sede regional de Míchigan de Fifth Third Bank, hasta 2014. La parte superior del edificio solía tener un cilindro decorativo, que estaba cubierto cuando Fifth Third Bank compró el edificio. |
| 2000 Town Center |        | 113 m  | 28    | 1986 | El 2000 Town Center contiene el Skyline Club, un exclusivo club de negocios y restaurante, ubicado en el último piso (28). La torre de vidrio dorado es poligonal con el tercio superior de una esquina truncado en un patrón de paso atrás, diseñado con un estilo arquitectónico moderno. Sikes Jennings Kelly & Brewer fueron los arquitectos. El Consulado de Macedonia en Detroit se encuentra en la Suite 1130 en 2000 Town Center. Anteriormente, Northwest Airlines tenía una oficina en la Suite 240 de 2000 Town Center. |
| 5000 Town Center |        | 100 m  | 33    | 1983 | El 5000 Town Center es una torre residencial de gran altura y refleja un estilo arquitectónico moderno. Tiene un plan ondulado, algo así como una figura de ocho. Cuando se construyó, esta torre se dividió en 216 unidades individuales. Debido a la fusión de algunas unidades, ahora tiene 204 residencias. Solomon Cordwell Buenz & Associates se desempeñó como arquitectos. |
| 4000 Town Center |        | 82 m   | 20    | 1979 | El 4000 Town Center es una torre de 20 pisos y es el más corto de los edificios de oficinas del Town Center. Fue construido en el estilo arquitectónico moderno, mostrando un uso intensivo de vidrio dorado en su exterior. Neuhaus & Taylor, 3D International fueron los arquitectos. Incluye una tienda diversa de Friends on the Go, así como una cafetería de Friends Café en el primer piso. |
| 1500 Town Center |        |        | 12    | 1987 | El Westin Southfield Detroit Hotel se interconecta con el complejo de oficinas. El edificio de cristal dorado tiene 385 unidades / salas y alberga conferencias para hasta 1.000 asistentes. Sikes Jennings Kelly & Brewer diseñó el hotel con un estilo arquitectónico moderno. Inaugurado el 15 de octubre de 1987 como Radisson Plaza Hotel. |